# Фетс Домино
Антоан Доминик „Фетс” Домино мл. (енгл. Antoine Dominique "Fats" Domino Jr.; Њу Орлеанс, 26. фебруар 1928 — Харви, 24. октобар 2017) био је амерички пијаниста и кантаутор, један од пионира рокенрола. Доминова понизност и стидљивост можда је била један од разлога зашто се његов допринос овом жанру није довољно увиђао.
Током своје каријере, Домино је продао више од 65 милиона плоча односно музичких записа. Имао је 35 дела која су се нашла међу топ 40 америчког чарта Билборд хот 100, а пет од његових свих дела до 1955. продато је у више од милион копија, те сертификовано као златно.
У раздобљу између 1955. и 1960. године, имао је једанаест топ 10 хитова.
Његов музички стил је заснован на традиционалном жанру ритам и блуз, праћен саксофонима, басом, клавиром, електричном гитаром и бубњевима.

## Биографија
Антоан Доминик Домино мл. је рођен и одрастао у Њу Орлеансу (Луизијана, САД), као најмлађе од осморо деце Антоана Калистеа Домина (1879—1964) и Мери-Донатил Грос (1886—1971). Породица Домина има француску креолску позадину, а луизијански креолски је био његов матерњи језик.
Антоан је рођен у кући, уз помоћ своје баке (акушерка). Име му је првобитно било погрешно написано на родном листу, као Ентони (енгл. Anthony). Његова породица је недуго пре тога из Вачерија била стигла у њуорлеанско суседство Доњи Најнт ворд. Отац му је радио на хиподрому и повремено је свирао виолину.
Похађао је школу „Луис Б. Макарти” мање од четири разреда, напустивши је да би започео посао као помагач достављача леда. Домино је научио свирати клавир око 1938. године, од свог пашенога — џез гитаристе Харисона Верета.
Музичар је био венчан са Роузмери Домино од 1947. до њене смрти 2008. године; отац је осморо деце: Антоан III, Анатол, Андре, Антонио, Антоанет, Андреа, Анола и Адоника. Чак и након свог успеха наставио је да ради у старом суседству, Доњем Најнт ворду, све до урагана Катрина када се морао преселити у предграђе Њу Орлеанса.

### Почеци каријере (1947—1948)
Већ са 14, Домино је наступао у баровима Њу Орлеанса. Године 1947, Били Дајамонд — фронтмен групе из Њу Орлеанса — прихватио је позив да послуша извођење младог пијанисте у оближњем локалу. Домино је наступио довољно добро па га је Дајамонд позвао да се прикључи његовом бенду — Солид сендерсима, у Хајдавеј клубу у Њу Орлеансу, где би он тада зарађивао 3 долара за свирање клавира. Дајамонд му је дао надимак „Фетс” (енгл. Fats — досл. „дебели”), пошто га је Домино подсећао на реномиране пијанисте Фетса Волера и Фетса Пикона, али и зато што је имао добар апетит.

### Снимање за Империјал рекордс (1949—1962)
Домино је потписао уговор за издавачку кућу Империјал рекордс 1949. године, отпочевши тако сарадњу са власником Луом Чадом; овде је добијао хонораре на основу продаје која се оствари а не накнаду за сваку песму. Он и продуцент Дејв Бартоломију написали су The Fat Man, ублажену верзију песме о зависницима о дроги која носи наслов Junkers Blues; њихов рад је продат у милион копија до 1951. године. Уз обичну клавијатуру и Доминово вокално „ва-ва” изнад снажног бекбита, The Fat Man се увелико сматра првом рокенрол изведбом која је донела толику зараду. Године 2015, песма је ушла у Гремијеву дворану славних.
Домино је објавио низ хит песама са Бартоломијуом (такође коаутор многих песама), саксофонистима Хербертом Хардестијем и Алвином „Редом” Тајлером, басистом Френком Филдсом, те бубњарима Ерлом Палмером и Смокијем Џонсоном. Други значајни и дугогодишњи музичари у Доминовом бенду били су саксофонисти Реџи Хјустон, Ли Ален и Фред Кемп, Доминов верни вођа састава.
Домино је загазио у поп мејнстрим песмом Ain't That a Shame (погрешно Ain't It a Shame), која је дошла до топ 10. Ово је био први од његових радова који се нашао на Билбордовом чарту поп синглова (16. јула 1955), дебитујући на броју 14. Блажа кавер верзија Пета Буна досегла је број 1, добивши већи радијски етер у доба расне сегрегације. Године 1955, Домино је зарађивао 10.000 долара седмично на турнејама, према извештају у мемоарима уметника Чака Берија. Домино је на крају имао 37 Топ 40 синглова, али ниједан није доспео на прву позицију поп топ-листе.
Доминов деби албум, Carry On Rockin, који је садржао неколико његових хитова и нумера које још нису биле изашле као синглови, издала је кућа Империјал (каталошки број 9009) новембра 1955, а реиздање је доживео као Rock and Rollin' with Fats Domino године 1956. Реиздање је дошло до броја 17 на листи Билбордових поп албума.
Године 1956, његово извођење песме Blueberry Hill (коју су 1940. извели Винсент Роуз, Ал Луис и Лари Сток и коју су претходно снимили Џин Отри, Луј Армстронг и др.) било је на 2. месту листе Билборд џубокс две недеље и на 1. месту R&B chart-а 11 недеља. Ово је био највећи хит, који је продат у 5 милиона копија широм света (1956. и 1957). Песму су накнадно снимили Елвис Пресли, Литл Ричард и Лед зепелин. Неких 32 године касније, песма је ушла у Дворану славних Гремија.
Домино је имао и других хит синглова у периоду између 1956. и 1959. године, укључујући When My Dreamboat Comes Home (Pop, број 14), I'm Walkin' (Pop, број 4), Valley of Tears (Pop, број 8), It's You I Love (Pop, број 6), Whole Lotta Loving (Pop, број 6), I Want to Walk You Home (Pop, број 8) и Be My Guest (Pop, број 8).
Домино се појавио у два филма која су изашла 1956: Shake, Rattle & Rock! и The Girl Can't Help It. Дана 18. децембра 1957, његово хит извођење The Big Beat приказано је у програму American Bandstand Дика Кларка.
Дана 2. новембра 1956, десила се побуна на концерту Домина у Фејетвилу (Северна Каролина). Полиција је употребила сузавац да растера непослушну публику. Домино је искочио кроз прозор да би избегао гужву; он и двојица чланова његовог бенда били су незнатно повређени. Током његове каријере, четири велика нереда су се десила на концертима које је имао, „делимично због интеграције”, према његовом биографу Рику Колману. „Али такође је чињеница да су имали алкохол на овим наступима. Тако су мешали алкохол, плус плесање, плус расе заједно по први пут на много ових места.” У новембру 1957, Домино је гостовао у ТВ програму Еда Саливана; овде није било никаквих немира.
Исте године, чланак „Краљ рокенрола” (енгл. King of Rock ’n’ Roll) у магазину Ебони представио је Домина, који је рекао да је био на путу 340 дана годишње, зарађујући и до 2.500 долара за ноћ и укупно зарадивши 500.000 долара; Домино је читаоцима такође рекао да има 50 одела, 100 пари ципела и потковичасту украсну прибадачу од 1.500 долара.
Домино је имао постојану серију хитова за Империјал почетком 1962, укључујући Walking' to New Orleans (1960; Pop, број 6) коаутора Бобија Чарлса и My Girl Josephine (Pop, број 14) исте године. Ишао је на турнеју по Европи 1962. и упознао Битлсе, који ће га касније навести као инспирацију. По повратку, одржао је први од својих бројних наступа у Лас Вегасу.
Империјал рекордс је продат почетком 1963, а Домино је напустио ову издавачку кућу. „Држао сам се с њима док нису продати”, рекао је 1979. године. Свеукупно, снимио је преко 60 синглова за Империјал, са 40 песама међу топ 10 на R&B chart-у те 11 у топ 10 на Pop chart-у. Двадесет седам су били хитови на две стране.

### Снимање након напуштања Империјала (1963—1970-е)
Домино је прешао у Еј-Би-Си парамаунт рекордс 1963. године. Издавачка кућа је захтевала да снима у Нешвилу (Тенеси) уместо у Њу Орлеансу. Додељен му је нови продуцент (Фелтон Џарвис) и нови аранжер (Бил Џастис). Доминова дугогодишња сарадња са продуцентом, аранжером и честим коаутором Дејвом Бартоломијуом, који је пратио практично све његове хитове у Империјалу, наизглед је била при крају. Џарвис и Џастис су изменили Доминов звук у одређеној мери, а значајно је увођење вокалне пратње хора кантриполитенског стила у већину његових нових музичких дела. Издао је 11 синглова за Еј-Би-Си парамаунт, од којих се неколико нашло у топ 100 али само једном у топ 40 (Red Sails in the Sunset, 1963). До краја 1964, британска инвазија је изменила укусе публике која купује музику, а Доминовом времену на топ-листама дошао је крај.
Упркос недостатку успеха на топ-листама, Домино је наставио са стабилним периодом снимања до отприлике 1970. године; Еј-Би-Си парамаунт је напустио средином 1965. и почео снимати за Меркју рекордс, када је направио лајв албум и издао две песме. Студијски албум је планиран али отказан, са само четири снимљене нумере. Мала издавачка кућа Дејва Бартоломијуа, Бродмур (када се ујединио са Бартоломијуом) издала је много савременим соулом прожетих синглова, али албум је издат у иностранству 1971. да би се испунио уговор са Рипрајз рекордсом. Он се пребацио у ову издавачку кућу после Бродмура; имао је топ 100 сингл, кавер хита Битлса Lady Madonna.
Домино се 1969. године појавио у телевизијском специјалу Манкиса под називом 33⅓ обртаја по манкију (енгл. 33⅓ Revolutions per Monkee). Остао је популаран као извођач неколико деценија. Имао је камео улогу у филму Any Which Way You Can Клинта Иствуда, снимљеном 1979. и објављеном 1980. године; певао је кантри песму Whiskey Heaven, која је касније постала осредњи хит. Живот и каријера Фетс Домина представљени су у документарцу Џоа Лаура из 2015, Велики бит: Фетс Домино и рођење рокенрола (енгл. The Big Beat: Fats Domino and the Birth of Rock 'n' Roll).

### Позна каријера (1980-е—2005)
Године 1986, Домино је био један од првих музичара који су примљени у Дворану славних рокенрола. Такође, добио је Греми за животно постигнуће (1987). Доминов последњи албум за великог издавача, Christmas is a Special Day, изашао је 1993. године.
Домино је живео у велепоседничкој кући у суседству претежно радничке класе, у Доњем Најнт ворду, где су га често виђали у његовом розе кадилаку. Годишње је наступао на Фестивалу џеза и баштине у Њу Орлеансу, те на другим локалним манифестацијама. Добио је Греми за животно постигнуће 1987. године.
Последња турнеја му је била у Европи, три седмице 1995. Након што се разболио док је био на турнеји, Домино је одлучио да више неће напуштати област Њу Орлеанса, пошто је имао пристојну зараду од хонорара и није волео турнеје — тврдећи да храну коју воли не може наћи нигде другде. Исте године, уручена му је награда Реј Чарлс за животно постигнуће, од Фондације Ритам и блуз.
Године 1998, председник Бил Клинтон му је доделио Националну медаљу за уметност. Домино је одбио позив да наступа у Белој кући.
Године 2004, магазин Ролинг стоун га је ставио на 25. место своје листе „100 највећих уметника свих времена” (енгл. 100 Greatest Artists of All Time), у есеју који је написао Доктор Џон.

### Домино и ураган Катрина
Када се ураган Катрина приближавао Њу Орлеансу августа 2005, Домино је одлучио да остане код куће са својом породицом — делимично зато што му је супруга, Роузмери, била слабог здравља. Његова кућа се налази у области која је била тешко поплављена.
Причало се да је Домино умро током овог урагана, а његов дом су вандализовали исписавши спрејем поруку „RIP Fats. You will be missed” (у преводу: „RIP Фетс. Недостајаћеш нам”). 1. септембра, агент за таленте Ал Ембри објавио је да се није чуо са Домином још од када је ураган погодио област. Касније истог дана, Си-Ен-Ен је објавио да је Домина спасао хеликоптер Обалне страже. Све дотад, чак ни чланови његове породице нису знали где је још од почетка олује. Ембри је потврдио да су Домино и његова породица спасени. Породица је потом одведена у склониште у Батон Ружу, након чега их је покупио Џамаркус Расел — стартинг квортербек фудбалског тима са Државног универзитета у Луизијани и момак Доминове унуке. Пустио их је да остану у његовом стану. Вашингтон пост је објавио да су 2. септембра напустили Раселов дом након што су три ноћи преспавали на каучу. „Изгубили смо све”, рекао је Домино према извештавању Поста.
До јануара 2006, рад на рашчишћавању и обнављању Доминовог дома и уреда био је отпочео. (в. ткђ. Обнова Њу Орлеанса) У међувремену, Доминова породица је боравила у Харвију (Луизијана).
Председник Џорџ В. Буш их је лично посетио и заменио Националну медаљу за уметност коју је председник Бил Клинтон претходно доделио Домину. Златна дела су заменили RIAA и Капитол рекордс, у чијем власништву је био каталог Империјал рекордса.

### Каснији период
Домино је имао заказан наступ на Фестивалу џеза и баштине у Њу Орлеансу 2006. године. Међутим, боловао је тада од анксиозности и био је приморан на отказивање наступа, с тим да се појавио на бини и поздравио публику.
Године 2006, Доминов албум Alive and Kickin' (2006) издат је да би се помогло Фондацији Типитина која подржава сиромашне локалне музичаре и помаже у очувању њуорлеанског звука. Албум се састоји од необјављених снимака из 1990-их и добио је велико критичко одобравање.
Дана 12. јануара 2007, Домино је добио награду за животно постигнуће од магазина OffBeat, на годишњој додели награде „Бест оф бит” која је одржана у Кући блуза у Њу Орлеансу. Касније истог месеца, начелник Њу Орлеанса Реј Нејџин прогласио је 27. јануар 2007. за „Дан Фетс Домина”.
Домино се вратио на сцену 19. маја 2007, у музичком локалу „Код Типитине” у Њу Орлеансу; наступао је пред великим бројем публике. Ово му је био последњи јавни перформанс. Концерт је снимљен за ТВ презентацију из 2008. под називом Fats Domino: Walkin' Back to New Orleans. Ово је био хуманитарни концерт, са многобројним уметницима; и Домино је донирао своју зараду у ове сврхе. Касније исте године, Вангард је објавио ново издање — Goin' Home: A Tribute to Fats Domino, са његовим песмама које су снимили Елтон Џон, Нил Јанг, Том Пети, Роберт Плант, Вили Нелсон, Нора Џоунс, Лени Кравиц и Лусинда Вилијамс. Део средстава је планиран да оде у Фондацију како би се обновио Доминов издавачки уред који је оштетио ураган.
Септембра 2007, Домино је уврштен у Музичку дворану славних Луизијане. Такође је уведен у Дворану славних Музеја музике Делта у Феридеју (Луизијана).
Маја 2009, Домино је имао неочекиван наступ пред публиком „Домино ефекта” (енгл. Domino Effect), концерта са Литл Ричардом и другим уметницима; циљ је прикупљање средстава за поновну изградњу школа и игралишта које је оштетио ураган Катрина.
Октобра 2012, Домино се нашао у трећој сезони ТВ серије Тремеј; играо је сам себе. 21. августа 2016, ушао је у Музичку дворану славних ритма и блуза. Церемонија је одржана у Детроиту (Мичиген). Остали уврштени су били Дион Варвик, Кати Хјуз, Смоки Робинсон, Принс и Супримс. Он је добио награду за животно постигнуће Реј Чарлс коју додељује Фондација ритма и блуза (1995). Његова песма The Fat Man ушла је 2015. године у Дворану славних Гремија.

### Смрт
Домино је преминуо 24. октобра 2017. године, у својој кући у Харвију (Луизијана), у 89. години живота. Умро је природном смрћу, према извештају из мртвачнице.

## Утицај и легат
Домино је био једна од највећих звезда рокенрола током 1950-их и један од првих ритам и блуз уметника који су стекли популарност с белачком публиком. Његов биограф Рик Колман тврди да су Доминове песме и турнеје на рокенрол забавама те деценије спојили црначку и белачку омладину која је једнако ценила његову музику, што је био фактор у сламању расне сегрегације у Сједињеним Америчким Државама. Сам уметник није дефинисао свој рад као рокенрол; изјавио је: „Није био ништа друго до исти ритам и блуз који сам свирао доле у Њу Орлеансу.”
Домино је такође оставио велики траг на музику 1960-их и 1970-их, те био препознат од стране многих музичких великана тог раздобља. Елвис Пресли је представио Фетса на једном од својих концерата у Лас Вегасу, рекавши следеће: „Овај господин је имао огромног утицаја на мене када сам почињао.” Пресли је овај коментар дао и у интервјуу из 1957: „Много људи изгледа да мисли да сам ја почео овај посао. Али рокенрол је био ту дуго времена пре него што сам ја наишао. Нико ту музику не може певати као обојени људи. Суочимо се с тим: Ја је не могу певати као што Фетс Домино може. Ја знам то.”
И Џон Ленон и Пол Макартни су снимали песме Домина. Према неким извешћима, Макартни је написао да је песма Битлса Lady Madonna емулација Доминовог стила, комбинујући га са хитом Хамфрија Литлтона из 1956. под називом Bad Penny Blues. Домино је исто тако снимио ову песму 1968. године. Домино се вратио на листу „Hot 100” по последњи пут 1968. својом песмом Lady Madonna. Ова нумера, као и неки кавери двеју других песама Битлса, нашли су се на његовом репризном албуму Fats Is Back који је продуцирао Ричард Пери, са још неколико хитова које је снимио бенд а који су укључивали њуорлеанског пијанисту Џејмса Букера.
Домино је био присутан међу публиком од 2.200 људи на првом концерту Елвиса Преслија у хотелу Лас Вегас Хилтон, 31. јула 1969. године. На прес-конференцији после наступа, када се новинар обратио Преслију рекавши да је „Краљ”, Пресли је махнуо према Домину који је прилазио позорници. „Не”, рекао је Пресли, „ово је прави краљ рокенрола”.
Џон Ленон је снимио кавер за Доминову композицију Ain't That a Shame на свом албуму Rock 'n' Roll из 1975, који је посветио музичарима који су имали утицаја на њега.
Амерички бенд Чип трик снимио је Ain't That a Shame на свом лајв албуму из 1978. Cheap Trick at Budokan и објавио песму као други сингл са албума. Достигла је 35. место на Билборд хот 100. Наводно, ово је био Доминов најдражи кавер. Остаје обележје њихових лајв наступа, укључујући њихов концерт за 25. годишњицу (који је снимљен као албум и DVD Silver) те увођење у Дворану славних рокенрола 2016. године.
Јамајчански реге уметник Јелоумен снимио је кавере за многе песме Домина, укључујући Be My Guest и Blueberry Hill.
Ричард Хел, рани иноватор панк рока, снимио је кавер Доминове песме I Lived My Life са својим бендом — Воидојдси. Џа Вубл, пост-панк басиста најпознатији по својој сарадњи са Џонијем Ротеном, објавио је соло изведбу за Blueberry Hill.
Ска бенд са Јамајке по имену Џастин Хајндс и Доминоси, основан 1960-их, добио је назив по Домину који је Хајндсов омиљени певач.
Године 2007, разни уметници су се окупили да одају почаст Домину; снимили су лајв сесију само са његовим песмама. Музичари који изводе на албуму, Goin' Home: A Tribute to Fats Domino, укључују Пола Макартнија, Нору Џоунс, Вилија Нелсона, Нила Јанга и Елтона Џона.
Према Ричију Антербергеру, који пише за Олмјузик, Домино је био један од најдоследнијих уметника ране рок музике, најпродаванија афроамеричка рокенрол звезда 1950-их, те најпопуларнији певач „класичног” стила њуорлеански ритам и блуз. Његов деби сингл који је продат у милион примерака, The Fat Man (1949), један је од многих који су наведени као први рокенрол звуци. Роберт Кристгау је написао да је Домино био „најшире омиљен рокер ’50-их”, а о његовом утицају је приметио следеће:
Топао и безопасан чак и по веома конгенијалним стандардима Њу Орлеанса, запамћен је уз мало сажаљења као знатно мање иновативан од својих некомерцијалних земљака Професора Лонгхера и Џејмса Букера. Али ипак његов живахни буги-вуги клавир и лаки креолски ход били су уопштено [карактеристични за] Најнт ворд, дефинисали су бит друге линије налик попу за који нико није знао да постоји пре него што су он и Дејв Бартоломију створили The Fat Man 1949. Укратко, овај стидљиви, учтиви, нехаризматични човек измислио је рокенрол Њу Орлеанса.
Доминов ритам, са акцентом на офбит (као у песми Be My Guest), имао је утицаја на ска музику.

## Дискографија

### Албуми
- Rock and Rollin' with Fats Domino (1955, Imperial)
- Fats Domino Rock and Rollin' (1956, Imperial)
- This Is Fats Domino! (1956, Imperial)
- This Is Fats (1957, Imperial)
- Here Stands Fats Domino (1957, Imperial)
- The Fabulous Mr. D (1958, Imperial)
- Fats Domino Swings (1959, Imperial)
- Lets Play Fats Domino (1959, Imperial)
- ...A Lot of Dominos! (1960, Imperial)
- Sings Million Record Hits (1960, Imperial)
- Let the Four Winds Blow (1961, Imperial)
- I Miss You So (1960, Imperial)
- What a Party! (1961, Imperial)
- Twistin' the Stomp (1961, Imperial)
- Just Domino (1962, Imperial)
- Let's Dance with Domino (1963, Imperial)
- Here Comes Fats Domino (1963, Imperial)
- Walking to New Orleans (1963, Imperial)
- Here He Comes Again (1963, Imperial LP-9248)
- Fats on Fire (1964, ABC-Paramount)
- "Surboum" chez Fats Domino (196?, Liberty L 83612, LBY 3002)
- Live in Las Vegas (1965, Philips)
- Kings of Beat 3 (1965, Star-Club Records)
- Fats Domino '65 (1965, Mercury)
- Getaway with Fats Domino (1965, ABC-Paramount)
- Fats Domino '65 (1965, Mercury SR-659-C)
- Fats Domino! (1966, Sunset)
- Fats Domino (1966, Grand Award Records GA 267 SD)
- Trouble in Mind (1968, Sunset)
- Fats Is Back (1968, Reprise)
- Stompin' (1967, Sunset Records)
- Fatsound (1968, Liberty LBL 83142E)
- When I'm Walking (1969, Harmony)
- Fats (1970, Reprise)
- Fats Domino - Legendary Masters Series (1970, United Artists)
- My Blue Heaven (1971, Pickwick/33 Records)
- When My Dreamboat Comes Home (1973, Pickwick/33 Records)
- Cookin' with Fats (1973, United Artists)
- In Concert! (1973, Mercury)
- They Call Me the Fat Man (1973, Probe 1 C054-94 671)
- Star Collection  (1973, Midi MID 4006)
- "Hello Josephine" Live at Montreux (1974, Atlantic)
- Live in Europe (1977, United Artists)
- Golden Record (1977, United Artists 4 C064-99365)
- Sleeping on the Job (1979, Antagon Musikgesellschaft)
- Lady Madonna (1979, Koala Record Co. AW 14162)
- Blueberry Hill (1979, Koala Record Co. AW 14161)
- 1980 (1980, F-D Records WB-1200A)
- Fats Domino Vol. 1 (1981, Joker SM 3895)
- Alive and Kickin (2006, Tipitina's Foundation)[85]

Трубјут
- That's Fats: A Tribute to Fats Domino (1996)
- Goin' Home: A Tribute to Fats Domino (2007)